# Lituaniens
Cet article concerne le peuple lituanien. Pour la langue lituanienne, voir Lituanien. Pour le courant religieux du Judaïsme dit « lituanien », voir Mitnagdim.
En français, les Lituaniens (orthographe ancienne : Lithuaniens) sont :
- selon la constitution lituanienne, le droit du sol et le droit international, les citoyens de la Lituanie et eux seuls, quelles que soient leurs langues, origines et traditions culturelles ; ils sont aussi citoyens de l'Union européenne[1] ;
- selon la définition ethnique, le droit du sang et l'appartenance linguistique et culturelle, le groupe ethnique qui s'auto-désigne en lituanien : Lietuviai. Ce peuple balte d'origine indo-européenne constitue la principale population de la Lituanie (environ 2,3 millions de personnes sur une population totale de 2,7 millions) et comporte aussi une diaspora[2].

À l'époque médiévale, ils vivaient dans un territoire plus vaste qu'aujourd'hui car ils étaient présents à Karaliaučius (ex-Königsberg, actuelle Kaliningrad), en Prusse-Orientale (Lituaniens de Prusse), dans le Nord-Ouest de la Biélorussie et dans le Nord-Est de la Pologne.

## Histoire

### Avant leXIVesiècle: un peuple désuni

Les peuples baltes vers 1200.

Les peuples baltes polythéïstes installés sur le territoire de l'actuelle Lituanie (Samogitiens, Sudoviens…) s'unirent en un grand-duché de Lituanie pour résister aux croisés germaniques, établis en Prusse et en Livonie, qui poursuivaient par le feu, la déforestation et le génocide la christianisation, la germanisation et la colonisation des provinces baltes.
En 1235, les chefs de clans lituaniens choisirent Mindaugas (1203-1263) comme grand duc. Toutefois, celui-ci, constatant la puissance militaire des États catholiques, choisit de se convertir au catholicisme : grâce à cela le pape Innocent IV le reconnut comme roi de Lituanie en 1251, mais les nobles demeurés « païens » l'assassinèrent et la guerre civile consécutive à cet assassinat restaura la division du pays.

### DuXIVesiècleauXVIIesiècle: le Grand-duché, une puissance européenne
En 1316, Gediminas (1275-1341) devint grand-duc et mit fin à la guerre civile, fondant un État catholique, puissant, bien organisé, que les croisés germaniques n'avaient plus de prétexte à conquérir, alors qu'ils s'étaient emparés de la plupart des autres territoires baltes.
À partir du XIVe siècle, les grands-ducs lituaniens, profitant de la division de l'ancienne Rus' de Kiev et de l'affaiblissement des principautés slaves orientales ravagées par l'invasion mongole, se posent en protecteurs de celles-ci et se lancent dans des conquêtes à l'Est, qui leur feront atteindre la mer Noire en 1412. Minsk devient lituanienne en 1326 ; l'Est de la Volhynie en 1340 ; Kiev en 1361. La conquête de ces vastes territoires (815 000 km² en 1582) peuplés de slavophones de rite orthodoxe byzantin et de langue liturgique slavonne, désormais soumis à une aristocratie catholique s'entourant d'artisans, marchands et gestionnaires ashkénazes, est bien acceptée tant qu'elle représente une protection contre les raids esclavagistes des Mongols et Tatars devenus musulmans et alliés de l'Empire ottoman. Mais avec l'émergence progressive du tsarat de Russie comme puissance orthodoxe, et son expansion au détriment des musulmans au Sud et des catholiques à l'Ouest, les populations orthodoxes commencèrent à rejeter la domination lituanienne et à attendre leur émancipation de Moscou.
Pour faire face aux ordres germaniques à l'Ouest, à l'expansion moscovite à l'Est et aux Ottomans et Tatars de Crimée au Sud, le grand-duché de Lituanie et le royaume de Pologne se rapprochent par l'union de Krewo en 1383, par l'Union de Vilnius et Radom en 1401 qui instaure une dynastie commune, et surtout par l'union de Lublin en 1569, qui fusionne les deux monarchies en un seul État, la république des Deux Nations, État dirigé par une monarchie élective.
En 1409, la Samogitie, région lituanienne cédée à l'Ordre Teutonique en 1404, se révolte contre ces derniers et en 1410 à Tannenberg, la Lituanie et la Pologne libèrent les Samogitiens et repoussent les Teutoniques qui doivent cesser définitivement leurs tentatives d'unir leurs fiefs prussiens et livoniens.

### DuXVIIIesiècleauXIXesiècle: dominations étrangères
En 1795, le troisième partage de la Pologne met fin à la république des Deux Nations : le territoire de l'actuelle Lituanie est annexé par l'Empire russe, à la seule exception du port de Klaipeda qui est alors prussien.
En 1812, la France déclare la guerre à la Russie et remporte plusieurs victoires au début de la campagne, occupant Vilnius. Le duché de Varsovie, État polonais créé par Napoléon en 1807, envisagea d'inclure la Lituanie, mais l'Empereur des français ne donna pas suite à ce projet et sa défaite, suivie par le Congrès de Vienne en 1815, consacra l'appartenance de la Lituanie à l'Empire russe ; au sein de ce dernier, la « Pologne du Congrès » inclut une faible portion du territoire lituanien, sur la rive gauche (Sud) du Niémen.
En 1830-1831 (insurrection de Novembre) et en 1863 (insurrection de Janvier), les Lituaniens et les Polonais s'insurgent contre la domination russe mais les insurgés, inférieurs en nombre et en armes, sont battus ce qui entraîne une politique de russification menée principalement par le tsar Alexandre II de Russie. Cette politique n'empêche pas une renaissance culturelle lituanienne qui, comme en Lettonie, s'exprime dans la langue et la poésie.
Sur le plan économique, les paysans sont délivrés du servage en 1861. Mais en pratique, pauvres et endettés, ils restent de simples ouvriers agricoles soumis aux « arendashes » (intendants à bail des terres seigneuriales des « szlachecki » polonais et des « barons baltes » allemands qui possèdent encore la majorité des terres) ; comme une partie des « arendashes » sont des ashkénazes confinés dans la « zone de résidence » voulue par l'Empire russe pour empêcher leur émancipation et leur intégration, cela fait monter l'antisémitisme et se multiplier les pogroms.

### LeXXesiècle: l’indépendance et les répressions
La Première Guerre mondiale permet aux Lituaniens d'obtenir leur indépendance. L'armée impériale russe est vaincue par l'armée impériale allemande à la bataille de Tannenberg et à plusieurs reprises ensuite, et les régions baltes sont libérées de la domination russe mais soumises à une rude domination prussienne entre 1915 et 1917. Par le traité de Brest-Litovsk de mars 1918, les bolchéviks cèdent cette région à l'Empire allemand qui ne peut profiter de cette victoire, car il doit signer la paix (armistice) du 11 novembre 1918.
Les pays baltes connaissent alors une période sanglante de deux ans. Les Armées blanches espérant rebâtir l'Empire russe, l'Armée rouge espérant soviétiser les trois états baltes, et les armées indépendantistes soutenues par le Royaume-Uni et la France, s'affrontent : aucune n'applique les conventions de Genève et les atrocités, réquisitions, tueries de classe des commissaires politiques et pogroms des nationalistes s'enchaînent.
En 1920, la Lituanie est reconnue indépendante mais elle perd Vilnius (peuplée majoritairement par des ashkénazes et Polonais) qui est occupée par la Pologne (1920-1939).
En 1940, la Lituanie est occupée par l'URSS conformément au pacte germano-soviétique (qui cependant l'avait initialement placée dans l'orbite nazie), puis envahie de nouveau par le Troisième Reich en 1941. Le Generalplan Ost nazi envisageant la déportation ou l'extermination de 85 % de la population lituanienne, classée comme les slaves parmi les sous-hommes.
Incorporée de nouveau à l'URSS en 1944, la Lituanie, qui avait été prospère pendant l'entre-deux-guerres, était alors un pays ravagé (plus de 300 000 morts ; déportation au Goulag de dizaines de milliers de Lituaniens de Lituanie et de Prusse-Orientale). De plus, elle fut soumise à une russification forcée (arrivée de dizaines de milliers de colons russophones ; langue lituanienne remplacée par le russe dans les services publics et l'enseignement supérieur) ; l'Église catholique fut persécutée et son clergé en grande partie déporté.
À la suite de la perestroïka et de la glasnost de Mikhaïl Gorbatchev, la Lituanie tente de proclamer son indépendance en 1990 mais la « répression de Janvier » à Vilnius (13 civils tués) l'en empêche : elle redevient effectivement indépendante à la fin de la même année. Cela a été facilité par le fait que l'incorporation forcée de la Lituanie (ainsi que de la Lettonie et de l'Estonie) par l'URSS, contrairement à celle des douze autres républiques soviétiques, n'a jamais été diplomatiquement reconnue par les Alliés de la Seconde Guerre mondiale, par l'Organisation des Nations unies, par le Conseil des droits de l'homme des Nations unies, par le droit international,,, par le Parlement européen, et par la Cour européenne des droits de l'homme,,,,,,. Cette politique de non-reconnaissance a donné naissance au principe de la continuité juridique des États baltes, qui rend illégale l'occupation soviétique tout au long de la période de 1940 à 1991,.
Peuplée à plus de 80 % de Lituaniens, la Lituanie a eu moins de problème de citoyenneté que ses voisines lettone et estonienne et a donc pu accorder la pleine nationalité lituanienne sans restrictions à tous les ressortissants de l'ex-URSS.

## Diaspora
Il existe une importante diaspora lituanienne en raison :

### Des persécutions duXIXesièclejusque dans les années 1950
Les Lituaniens émigrent principalement aux États-Unis et au Brésil dans le but d'améliorer leur sort (la paysannerie a été très pauvre lorsque les terres appartenaient à la noblesse).
Dès les premiers jours de l'occupation soviétique de 1940, des milliers de Baltes furent déportés au Goulag et les occupations soviétiques (1940 et 1944) obligent de nombreux lituaniens patriotes ou bien des collaborateurs de occupant nazi à s'enfuir. Après la guerre, beaucoup parviennent en Allemagne de l'Ouest ou au Canada ainsi que les Lituaniens de Prusse (luthériens et bilingues lituanien-allemand, indistinctement considérés comme « nazis » par le KGB). Quant aux survivants du Goulag, une fois libérés après la déstalinisation (1956), ils constituèrent une communauté lituanophone en Russie.

### Après 1950
Les émigrés baltes aidèrent leur peuple à lutter contre l'occupation soviétique en fournissant des armes à la guérilla des Frères de la forêt et en plaidant la cause de leur peuple devant l'ONU (appel baltique de 1979).
Depuis l'indépendance, la diaspora, comme pour la république sœur de Lettonie, joue un grand rôle politique (Valdas Adamkus, président de la Lituanie de 1998 à 2003 et depuis 2004 était un haut fonctionnaire américain) et économique.
De même, depuis l'entrée de la Lituanie dans l'Union européenne en 2004, des dizaines de milliers de Lituaniens ont émigré au Royaume-Uni et en Irlande.

### Lituaniens en Lettonie
Les Lituaniens sont très nombreux à vivre près de la frontière entre les 2 pays frères (34 000 soit 1,4 % de la population).
Très intégrés (42 % ont le letton comme langue maternelle, 39 % le lituanien et 16 % le russe), ils sont un pont entre les deux pays, culturellement et ethniquement très proches, voire complémentaires.
Certains d'entre eux aspirent à la création d'un État balte unique (panbaltisme).
Ils sont surtout présent dans :
- le district de Bauska (6,8 %) ;
- le district de Liepāja (6,1 %, la première ethnie après leurs frères lettons) ;
- le district de Jelgava (3,4 %).

Il existe également des communautés dans les districts de Aizkraukle (3,1 %), de Kuldīga (2 %) et de Jēkabpils (1,7 %).

### Lituaniens de Pologne et de Biélorussie
Il y a entre 15 et 40 000 Lituaniens en Pologne, notamment dans la voïvodie de Podlachie et quelques centaines, voire milliers en Biélorussie (près de 20 000 selon certaines estimations).
Ils sont présents dans :
- Gmina Punsk : 75 % (3 300 sur 4 400).
- Sejny : environ 30 % (près de 2 000).

## Culture

### Religion
La plupart des Lituaniens fait partie de l'Église catholique (active ou nominalement), mais il existe également des minorités orthodoxes et luthériennes. 